# Bureau de la mission
 (juillet 2025).
Le Bureau de la mission (宣教使, Senkyoushi) était l'une des agences gouvernementales du Japon pendant la période Meiji.
Il est créé le 8 juillet 1869 (15 août Meiji 2) en préparation de la proclamation Taikyō et afin de diffuser ses enseignements. Le 9 octobre de la même année, il passe sous la juridiction du Jingi-kan. Le 23 avril, le gouvernement publie les « Instructions pour les missionnaires » et lance une campagne visant à éduquer le peuple sur la base des principes impériaux. Le bureau est aboli le 14 mars Meiji 5 (21 avril 1872).
Des classicistes japonais et des érudits confucéens furent recrutés comme fonctionnaires missionnaires. Cependant, pour les raisons suivantes, quasiment aucun résultat ne fut obtenu.
- Il y avait de sérieux désaccords au sein du Jingi-kan et des missionnaires concernant la politique, le contenu et les méthodes du travail missionnaire. Le conflit entre les différentes écoles de pensée s'est traduit directement en un conflit au sein des fonctionnaires.
- En raison des pouvoirs et du nombre de fonctionnaires du Jingi-kan et de missionnaires, il leur était impossible de mener à bien leur travail missionnaire de manière indépendante, et des mesures concrètes ne pouvaient être prises sans passer par le Daijo-kan.
- Puisque l'abolition des domaines féodaux et la création des préfectures n'avaient pas encore été réalisés, le Jingikan n'avait aucun pouvoir pour exercer des fonctions administratives dans les provinces (les domaines féodaux étaient comparables à des pays indépendants).